# Diocesi di Prostanna
La diocesi di Prostanna (in latino: Dioecesis Prostannensis) è una sede soppressa del patriarcato di Costantinopoli e una sede titolare della Chiesa cattolica.

## Storia
Prostanna, identificabile con Eğirdir nell'odierna Turchia, è un'antica sede episcopale della provincia romana della Pisidia nella diocesi civile di Asia. Faceva parte del patriarcato di Costantinopoli ed era suffraganea dell'arcidiocesi di Antiochia.
Di questa diocesi è noto un solo vescovo, Attalo, che partecipò al primo concilio di Costantinopoli nel 381. La sede non è menzionata in nessuna antica Notitia Episcopatuum del patriarcato costantinopolitano, segno di una sua prematura soppressione.
Dal 1933 Prostanna è annoverata tra le sedi vescovili titolari della Chiesa cattolica; finora la sede non è mai stata assegnata.

## Cronotassi dei vescovi
- Attalo † (menzionato nel 381)